# Saison 2014-2015 du FC Barcelone
Maillots
Chronologie
Saison précédente Saison suivante
Cette saison est la 116e depuis la fondation du FC Barcelone. Elle fait suite à la saison 2013-2014. Il s'agit de la 84e saison consécutive du club en première division.
Lors de la saison 2014-2015, le FC Barcelone est engagé dans trois compétitions officielles : championnat d'Espagne, Ligue des champions et la Coupe d'Espagne. Le club remporte les trois compétitions au terme de la saison. Il s'agit du deuxième triplé de l'histoire du club après celui de 2009.

## Pré-saison

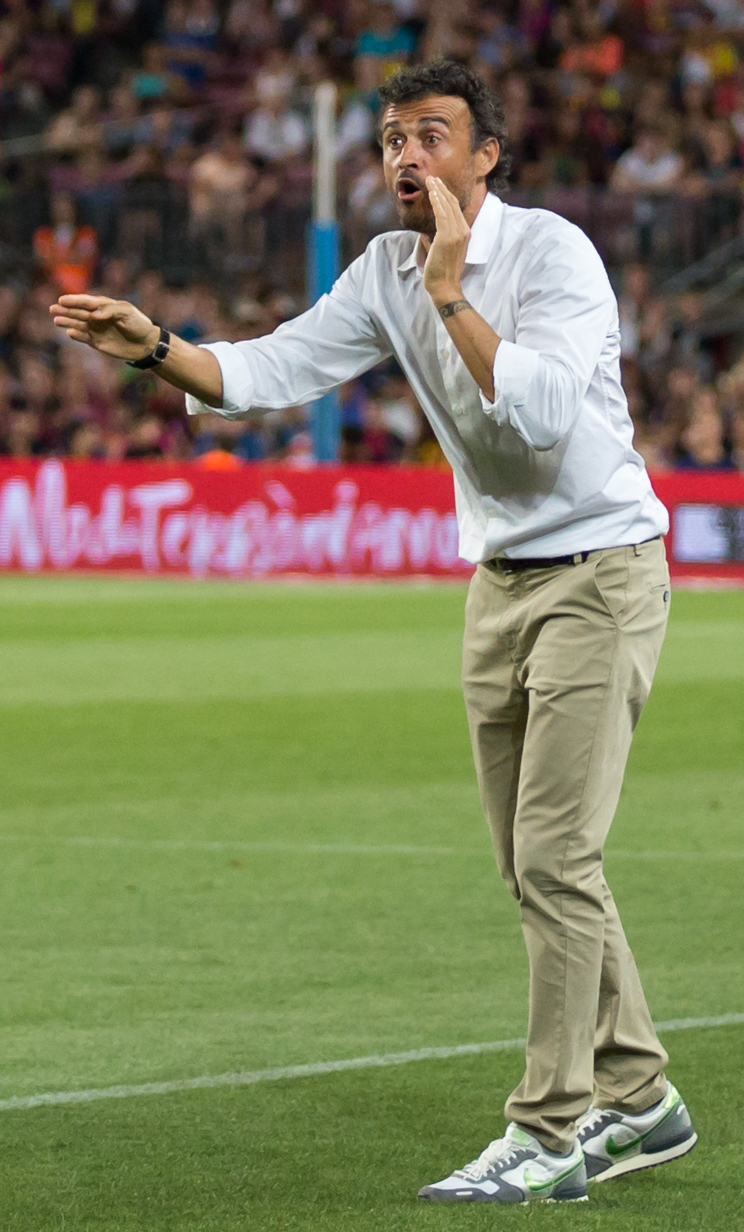
Luis Enrique devient le nouvel entraîneur.

Le 5 mai 2014, la presse catalane évoque la réunion maintenue par le directeur sportif du club Andoni Zubizarreta avec celui qui pourrait bientôt devenir le nouvel entraîneur, Luis Enrique.
Le 19 mai, le club officialise l'arrivée de Luis Enrique et du gardien de but allemand Marc-André ter Stegen. Le club annonce aussi que Rafinha et Gerard Deulofeu rejoignent l'équipe première après la fin de leur prêt au Celta et à Everton respectivement.
Le 30 mai, le légendaire capitaine Carles Puyol tout juste retraité, est nommé directeur sportif adjoint du club.

### Juin
Le 12 juin, le club officialise le départ du milieu de terrain Cesc Fàbregas à Chelsea FC.
Le 16 juin, le club officialise l'arrivée du milieu de terrain croate Ivan Rakitić.
Le 25 juin, c'est la venue du gardien international chilien Claudio Bravo qui est confirmée.

### Juillet

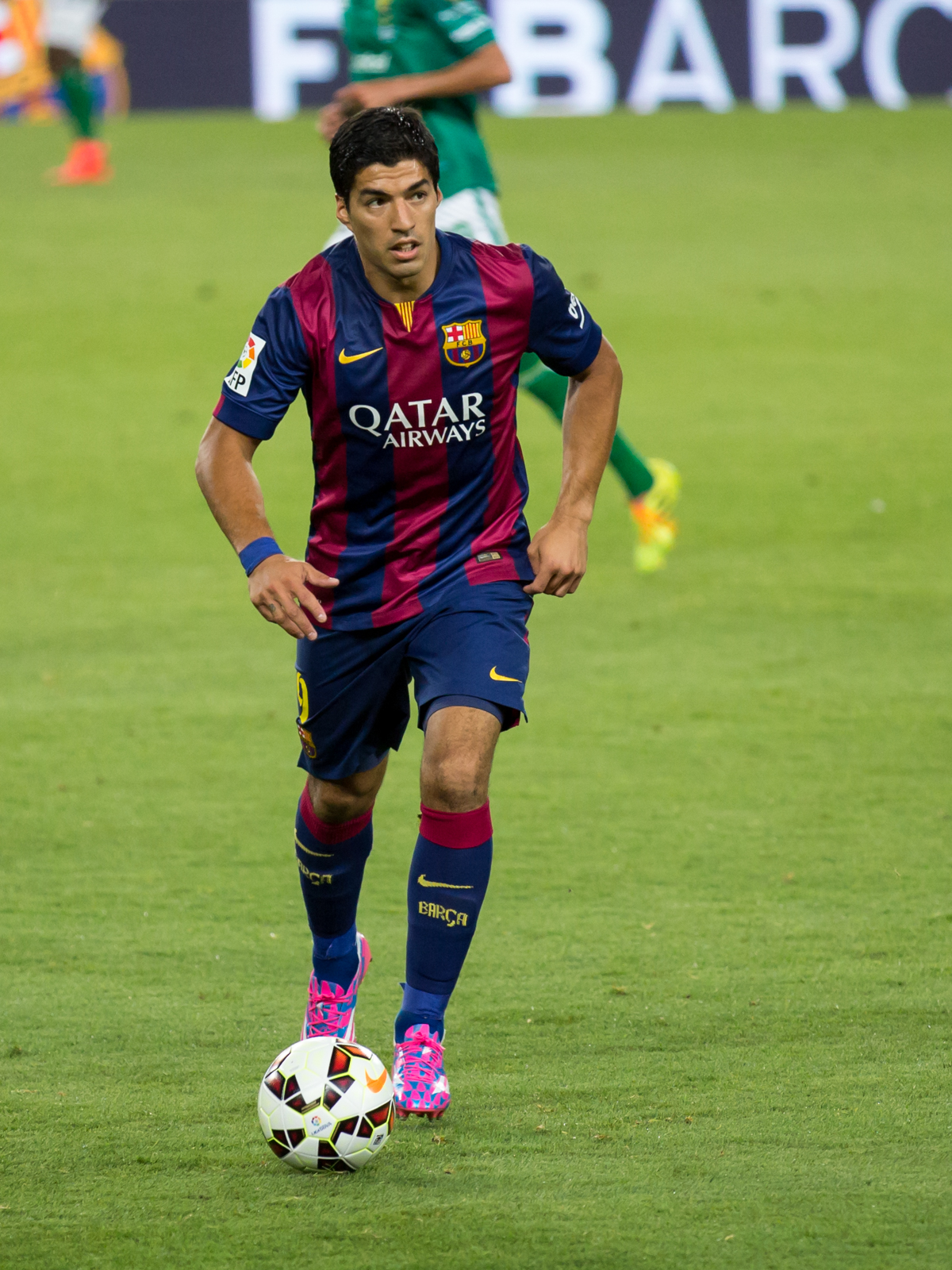
Luis Suárez arrive au Barça en juillet 2014.

Le 9 juillet, le club officialise le départ du milieu de terrain mexicain Jonathan dos Santos à Villarreal CF.
Le 10 juillet, venant tout juste de résilier le contrat le liant au FC Barcelone, l'attaquant espagnol Isaac Cuenca s'engage en faveur du Deportivo la Corogne. Le même jour, l'attaquant chilien Alexis Sánchez rejoint Arsenal FC contre un montant de 42 M€.
Le 11 juillet, Barcelone officialise l'arrivée de l'attaquant uruguayen Luis Suárez pour la somme de 81 M€. Sous le coup d'une suspension de la FIFA, Suárez ne peut pas jouer avec Barcelone avant le 25 octobre.
Luis Enrique fixe au 14 juillet la reprise des entraînements. Le 19 juillet, le Barça de Luis Enrique gagne 1 à 0 son premier match amical à Huelva contre le Recreativo lors du Trophée Colombino.
Le 23 juillet, le club officialise le recrutement du défenseur français Jérémy Mathieu pour un montant de 20 M€.
Le 25 juillet, Luis Enrique choisit les huit jeunes de l'équipe réserve qui effectuent la pré-saison avec l'équipe première. Il s'agit de Grimaldo, Samper, Ié, Patric, Halilovic, Adama, Sandro et Munir.
Contrairement à d'autres étés, le FC Barcelone n'effectue pas de tournée asiatique ou américaine. En raison de la Coupe du monde, Barcelone préfère effectuer un stage à Birmingham (Angleterre) du 28 juillet au 2 août et jouer quelques matchs amicaux en Europe.

## Saison 2014-2015

### Août

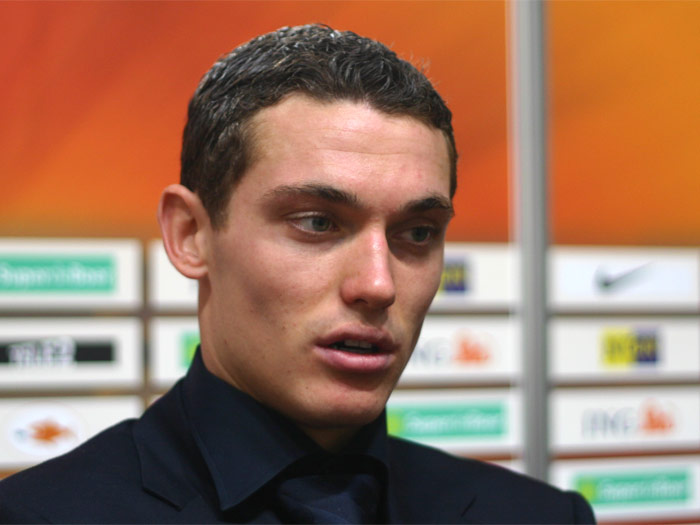
Le défenseur Thomas Vermaelen rejoint le Barça en provenance d'Arsenal.

Barcelone dispute des matchs amicaux à Nice le 2 août (match nul 1 à 1 avec l'OGC Nice), Genève le 6 août (défaite 0 à 1 contre le SSC Naples) et Helsinki le 9 août (victoire 6 à 0 contre le HJK Helsinki).
Le 7 août, Xavi Hernández est élu par ses coéquipiers nouveau capitaine en remplacement de Carles Puyol parti à la retraite. Andrés Iniesta, Lionel Messi et Sergio Busquets sont élus vice-capitaines.
Le 8 août, le club officialise l'arrivée du défenseur belge Thomas Vermaelen en provenance d'Arsenal pour la somme de 15 M€.
Le 14 août, l'attaquant espagnol Gerard Deulofeu est prêté au Séville FC pour une saison.
Le Trophée Gamper a lieu le 18 août face aux Mexicains de Club León où joue l'ancien joueur du Barça, Rafael Márquez (victoire 6 à 0). Ce match sert pour rendre hommage à Márquez, Carles Puyol et Víctor Valdés. Le jour suivant a lieu la présentation de l'attaquant Luis Suárez qui a joué ses premières minutes sous le maillot du Barça lors du Trophée Gamper.
Le 20 août, le club est interdit de transferts durant les deux prochains mercatos; du 1er janvier 2015 au 1er janvier 2016.
Barcelone commence le championnat d'Espagne le 24 août par une victoire 3 à 0 face à Elche CF au Camp Nou (deux buts de Lionel Messi et un du débutant Munir El Haddadi).
Le 27 août, Barcelone annonce l'arrivée du latéral droit brésilien Douglas Pereira en provenance de São Paulo FC (transfert de 4 M€).

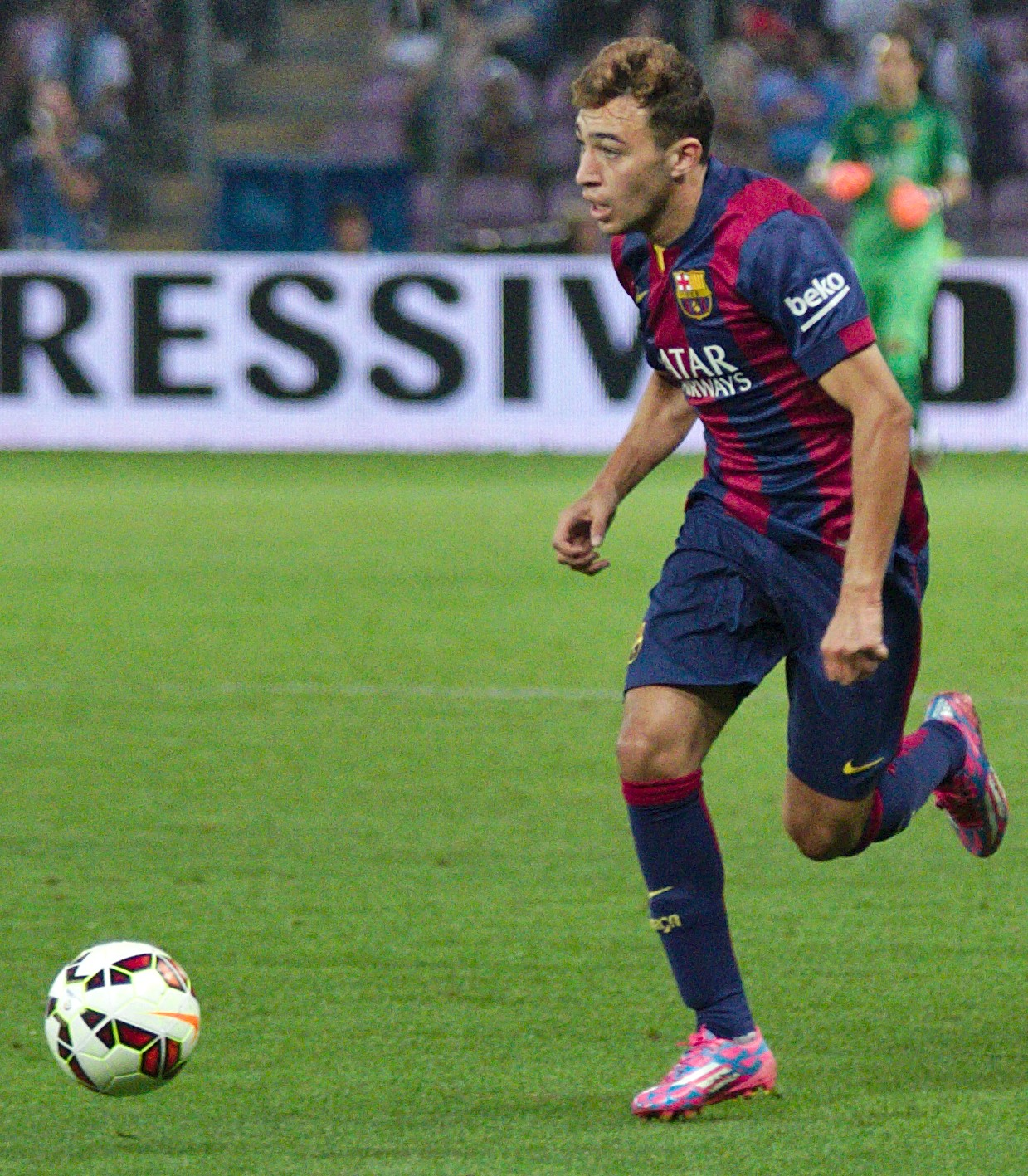
Munir est la sensation du début de saison. Il est titularisé lors des trois premiers matchs de Liga et débute avec l'Espagne.

Le 28 août a lieu le tirage au sort de la phase de poule de la Ligue des champions. Barcelone est placé dans le groupe F avec le Paris Saint-Germain, l'Ajax d'Amsterdam et l'APOEL Nicosie.
Le 30 août, le milieu défensif camerounais Alexandre Song est prêté à West Ham pour une saison.
Le 31 août, Barcelone bat Villarreal 1 à 0 au stade du Madrigal grâce à un but du débutant Sandro Ramírez sur une passe de Lionel Messi (2e journée de championnat). Barcelone est en tête du classement avec deux points d'avance sur Valence CF.

### Septembre

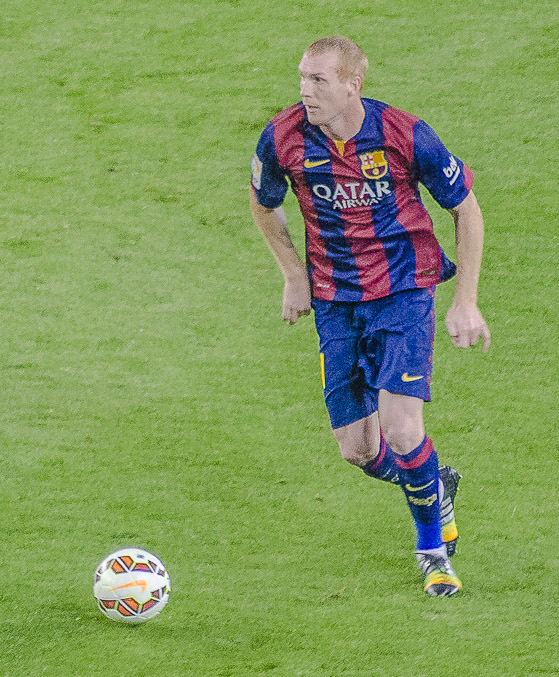
Jérémy Mathieu, une des nouvelles recrues du Barça.

Après une interruption de 15 jours en raison de deux matchs de l'équipe d'Espagne, Barcelone bat l'Athletic Bilbao le 13 septembre au Camp Nou sur le score de 2 à 0 grâce à un doublé de Neymar servi par deux passes de Lionel Messi (3e journée de championnat). Le gardien du Barça Claudio Bravo est imbattu après les trois premières journées, ce qui n'arrivait plus au Barça depuis la saison 1993-1994. Barcelone occupe en solitaire la première place du classement avec 9 points, tandis que le Real Madrid est déjà à 6 points de distance.
Le 17 septembre, Barcelone commence la phase de poule de la Ligue des champions face à l'APOEL Nicosie au Camp Nou. Marc-André ter Stegen dans les buts, Adriano en défense, Xavi, Sergi Roberto et Sergi Samper au milieu du terrain et Neymar en attaque sont titularisés pour la première fois de la saison. Barcelone s'impose 1 à 0, but de Gerard Piqué de la tête sur un centre de Messi.
Le 21, Barcelone se déplace à Valence pour y affronter Levante UD (4e journée de championnat). Le Barça l'emporte sur le score de 5 à 0.
Le 24, Barcelone concède le nul 0 à 0 lors de son déplacement à Málaga (5e journée de championnat) et cède la tête du championnat à Valence CF qui a une meilleure différence de buts.
Le 27, Barcelone bat facilement Grenade CF 6 à 0 au Camp Nou (6e journée de championnat) avec un triplé de Neymar et un doublé de Messi qui marque son 400e but (359 avec le Barça et 42 avec l'Argentine). Barcelone récupère la première place du classement avec deux points d'avance sur Valence et l'Atlético Madrid.
Le 30, Barcelone encaisse sa première défaite de la saison face au Paris Saint-Germain (3 à 2) en Ligue des champions au Parc des Princes.

### Octobre
Le 4 octobre, Barcelone gagne 2 à 0 sur le terrain du Rayo Vallecano avec des buts Lionel Messi et Neymar (7e journée de championnat). Le gardien Claudio Bravo bat le record d'imbatibilité que détenait Pedro María Artola depuis le début du championnat 197 Ronsard pendant 15 jours en raison de deux matchs de l'équipe d'Espagne qualificatifs pour l'Euro 2016.
Le 18, Barcelone bat 3 à 0 le néo-promu Eibar au Camp Nou (8e journée de championnat). Claudio Bravo accroît son record d'imbatibilité jusqu'à 720 minutes, tandis que Messi marque son 250e but en championnat et n'est plus qu'à un but du record de Telmo Zarra. Quant à Neymar, il marque son 200e but comme professionnel (24 avec Barcelone, 136 avec Santos et 40 avec le Brésil). Le Barça occupe la tête du classement avec trois points d'avance sur Séville FC et quatre sur le Real Madrid.
Le 21, Barcelone bat l'Ajax d'Amsterdam 3 à 1 en Ligue des champions avec des buts de Neymar, Messi et Sandro Ramírez.
Le 25 octobre a lieu le premier Clásico de la saison : Barcelone affronte le Real Madrid au Stade Santiago Bernabéu (9e journée de championnat). Luis Suárez est titularisé pour la première fois après la fin de sa sanction. Neymar ouvre le score pour Barcelone en début de match mais le Real finit par l'emporter 3 à 1. Le record d'imbatibilité de Claudio Bravo s'établit à 754 minutes.

### Novembre
Le 1er novembre, Barcelone encaisse une deuxième défaite consécutive face au Celta de Vigo au Camp Nou (10e journée de championnat). Barcelone perd la tête du championnat.
Le 5 novembre, Barcelone se ressaisit et se qualifie pour les 1/8es de finale de la Ligue des champions en allant battre 2 à 0 l'Ajax à l'Amsterdam Arena. Lionel Messi marque les deux buts et, avec 71 buts, il égale le record de buts de Raúl en Ligue des champions.
Le 8 novembre, Barcelone engrange les trois points sur le terrain de l'UD Almería sur le score de 2 à 1 grâce à deux passes décisives de Luis Suárez (11e journée de championnat).
Le championnat s'interrompt pendant quinze jours en raison des matchs de l'équipe d'Espagne.
Le 22 novembre, Barcelone bat largement Séville FC 5 à 1 (12e journée de championnat) avec trois buts de Lionel Messi qui devient le meilleur buteur de l'histoire du championnat d'Espagne (253 buts) devançant le légendaire Telmo Zarra.
Le 25, Barcelone bat à l'extérieur 4 à 0 l'APOEL Nicosie en Ligue des champions avec un but de Luis Suárez (son premier avec le Barça) et un triplé de Lionel Messi qui, avec 74 buts en 91 matchs, devient le meilleur buteur de l'histoire en Ligue des champions.
Le 30, Barcelone remporte in extremis les 3 points sur le terrain de Valence CF (13e journée de championnat) grâce à un but de Sergio Busquets à la toute dernière seconde des arrêts de jeu.

### Décembre
Le 3 décembre, Barcelone commence son parcours en Coupe d'Espagne en gagnant 4 à 0 sur le terrain du SD Huesca.
Le 7, Barcelone s'impose 5 à 1 face à l'Espanyol de Barcelone grâce à un triplé de Lionel Messi au Camp Nou (14e journée de championnat).
Le 10, Barcelone bat le Paris Saint-Germain sur le score de 3 à 1 devant 82 570 spectateurs (buts de Messi, Neymar et Suárez) lors de la dernière journée de poule en Ligue des champions. Cette victoire permet au Barça de prendre la première place du groupe pour la huitième année consécutive.
Le 13, Barcelone privé de Neymar fait match nul 0 à 0 sur le terrain du Getafe CF (15e journée de championnat) et se retrouve à 4 points du leader. Après 22 matchs officiels, l'entraîneur Luis Enrique n'a encore jamais répété le même onze initial.
Le 15 décembre a lieu le tirage au sort des 8es de finale de la Ligue des champions et comme la saison précédente, Barcelone affrontera Manchester City (champion d'Angleterre en titre).
Le 16 a lieu au Camp Nou le match retour des 16es de finale de Coupe d'Espagne face à Huesca. Barcelone l'emporte sur le score de 8 à 1 avec notamment un triplé de Pedro Rodríguez et un but d'Adama Traoré (son premier en équipe première).
Barcelone termine l'année en battant le néo-promu Cordoue CF 5 à 0 le 20 décembre (16e journée de championnat).

### Janvier
Barcelone entame l'année 2015 par une défaite 1 à 0 sur le terrain de la Real Sociedad le 4 janvier (17e journée de championnat).
Le 5, le club annonce le limogeage du directeur sportif Andoni Zubizarreta. Quelques heures plus tard, c'est au tour de son assistant Carles Puyol de démissionner. Le président du club Josep Maria Bartomeu convoque des élections à la présidence pour l'été 2015.
Le 8, Barcelone bat l'Elche CF sur le score de 5 à 0 lors du match aller des 8es de finale de la Coupe d'Espagne.
Le 11, Barcelone bat l'Atlético de Madrid 3 à 1 au Camp Nou devant 81 658 spectateurs (18e journée de championnat) grâce aux buts de Neymar, Luis Suárez et Lionel Messi.
Le 15, Barcelone bat l'Elche CF sur le score de 4 à 0 lors du match retour des 8es de finale de la Coupe d'Espagne et se qualifie pour les 1/4 où l'attend l'Atlético de Madrid, tombeur du Real. Luis Enrique fait débuter les jeunes Alen Halilovic et Gerard Gumbau.
Le premier tour du championnat s'achève le 18 janvier par une victoire 4 à 0 au stade de Riazor face au Deportivo La Corogne (19e journée). Messi réalise un excellent match et marque trois buts. Barcelone finit ce premier tour à la deuxième place avec 44 points (14 victoires, 2 nuls et 3 défaites).
Le 21, Barcelone bat 1 à 0 l'Atlético de Madrid au Camp Nou lors des 1/4 de finale aller de la Coupe d'Espagne (but de Messi).
Le 24, Barcelone s'impose 6 à 0 sur le terrain de l'Elche CF (20e journée de championnat).
Le 28, Barcelone bat 3 à 2 l'Atlético de Madrid au stade Vicente Calderón lors du match retour des 1/4 de finale de Coupe d'Espagne et se qualifie pour les demi-finales.

### Février
Barcelone bat Villarreal CF 3 à 2 au Camp Nou le 1er février (21e journée de championnat) grâce à des buts de Neymar, Rafinha et Messi.
Le 8, Barcelone l'emporte 5 à 2 au stade de San Mamés face à l'Athletic Bilbao (22e journée de championnat). Grâce à cette belle victoire, Barcelone revient à un seul point de la tête du classement occupée par le Real Madrid largement battu par l'Atlético (0-4).
Le 11, Barcelone bat Villarreal 3 à 1 au Camp Nou lors du match aller de demi-finale de la Coupe d'Espagne. Il s'agit de la 10e victoire consécutive du Barça qui a nettement amélioré son niveau de jeu depuis le début de janvier.
Le 12 février, Carles Rexach et Ariedo Braida sont nommés à la tête de la direction sportive en remplacement d'Andoni Zubizarreta.
Le 15, Barcelone bat facilement Levante UD 5 à 0 au Camp Nou (23e journée de championnat) avec un but de Neymar, un triplé de Lionel Messi pour son 300e match de Liga et un but de Luis Suárez (ciseau retourné de très belle facture).
Le 21, Barcelone est battu par Málaga CF 1 à 0 au Camp Nou (24e journée de championnat).
Le 24, Barcelone gagne 2 à 1 le match aller des 8es de finale de la Ligue des champions sur le terrain de Manchester City grâce à deux buts de Luis Suárez.
Barcelone termine février par une victoire 3 à 1 sur le terrain de Grenade CF (25e journée de championnat). Barcelone revient à deux points du leader.

### Mars
Le 4 mars, Barcelone parvient à se qualifier pour la finale de la Coupe d'Espagne en battant Villarreal CF 3 à 1 lors du match retour de la demi-finale. C'est la 37e fois que Barcelone atteint la finale de la Coupe d'Espagne. Barcelone a remporté tous ses matchs pour atteindre la finale, ce qui ne s'était pas produit depuis 1926.
Le 8, Barcelone bat facilement le Rayo Vallecano sur le score de 6 à 1 avec un triplé de Messi et deux buts de Suárez devant 87 151 spectateurs (26e journée de championnat). À la suite de la défaite du Real à Bilbao, Barcelone récupère la tête du classement avec un point d'avance.
Le 14, le Barça remporte la victoire sur le terrain du néo-promu SD Eibar grâce à un doublé de Messi (27e journée de championnat). Xavi joue son 750e match sous les couleurs de Barcelone.
Le 18, Barcelone, avec un Lionel Messi étincelant, bat Manchester City 1 à 0 (but de Rakitić) en match retour des 8es de finale de la Ligue des champions devant 92 551 spectateurs. Le gardien Ter Stegen parvient à arrêter un penalty de Sergio Agüero. Comme la saison précédente, Barcelone élimine Manchester City. C'est la huitième fois consécutive que le Barça atteint les 1/4 de finale de la Ligue des champions.
Le 22, Barcelone bat le Real Madrid 2 à 1 au Camp Nou devant 98 760 spectateurs grâce à des buts de Jérémy Mathieu et Luis Suárez (28e journée de championnat). Avec cette victoire, Barcelone compte désormais quatre points d'avance au classement.
Le championnat s'interrompt pendant 15 jours en raison des matchs de l'équipe d'Espagne face à l'Ukraine et les Pays-Bas.

### Avril
Le 5 avril, Barcelone remporte difficilement les trois points sur le terrain du Celta de Vigo sur le score de 1 à 0, but de Jérémy Mathieu sur une passe de Xavi (29e journée de championnat).
Le 8, Barcelone bat l'UD Almería 4 à 0 au Camp Nou (30e journée de championnat).
Le 11, Barcelone fait match nul 2 à 2 sur le terrain du Séville FC (31e journée de championnat). Le Barça n'a plus que deux points d'avance sur son dauphin.
Le 15 avril, Barcelone bat le Paris Saint-Germain 3 à 1 (buts de Neymar et Luis Suárez) au Parc des Princes lors du match aller des 1/4 de finale de la Ligue des champions. Le PSG restait sur une série de 33 matchs sans défaite en compétitions européennes sur son terrain, sa dernière défaite datant de 2006. Le Barça atteint les 1 000 buts en compétitions européennes.
Le 18, Barcelone bat Valence CF 2 à 0 (buts de Suárez et Messi, son 400e sous le maillot du Barça) au Camp Nou devant 93 000 spectateurs lors d'un match de toute beauté face à des Valenciens très compétitifs (32e journée de championnat). Le gardien Claudio Bravo arrête un penalty.
Le 21 avril, le Barça bat 2 à 0 (buts de Neymar) le Paris Saint-Germain lors du match retour des 1/4 de finale de la Ligue des champions. C'est la onzième fois que Barcelone se qualifie pour les demi-finales, ce qui est un record.
Le 25, Barcelone remporte le derby barcelonais face au RCD Espanyol 2 à 0 (33e journée de championnat). Xavi joue son 500e match de championnat.
Le 28, Barcelone bat largement Getafe CF sur le score de 6 à 0 avec une première mi-temps de toute beauté durant laquelle le Barça inscrit cinq buts (34e journée de championnat). Messi ouvre le score en marquant un penalty à la Panenka. Le redoutable trident attaquant Messi-Suárez-Neymar dépasse la barre des 100 buts marqués au cours de la saison (102 buts).

### Mai
Le 2 mai, Barcelone l'emporte 8 à 0 sur le terrain de la lanterne rouge Cordoue CF avec notamment trois buts de Suárez et deux de Messi (35e journée de championnat).
Le 6 mai, Barcelone dans un match intense bat le Bayern Munich de Pep Guardiola 3 à 0 (doublé de Messi intenable et un but de Neymar sur passe de Messi) lors du match aller de la demi-finale de Ligue des champions au Camp Nou devant 95 639 spectateurs.
Le 9, Barcelone bat la Real Sociedad 2 à 0 au Camp Nou (36e journée de championnat). Neymar ouvre la marque, puis Pedro marque d'un superbe ciseau retourné. Le Barça enchaîne ainsi sa septième victoire consécutive avec un total de 25 buts marqués pour aucun encaissé. Barcelone bat le record de buts marqués au cours d'un deuxième tour de championnat (59 buts). Désormais, Barcelone compte quatre points d'avance sur le Real Madrid avant les deux dernières journées de championnat.
Le 12 mai a lieu la demi-finale retour de Ligue des champions face au Bayern Munich. Neymar inscrit deux buts en 1re mi-temps sur deux passes de Suárez, il s'agit de son septième match consécutif où il parvient à marquer, sa meilleure série depuis qu'il est au Barça. Barcelone se qualifie pour sa huitième finale de Ligue des champions de son histoire malgré la défaite 3 à 2 (victoire 5 à 3 sur l'ensemble des deux matchs).
Le 17, Barcelone bat l'Atlético de Madrid 1 à 0 (but de Messi) au stade Vicente Calderón (37e journée de championnat). Barcelone remporte le championnat d'Espagne pour la 23e fois. Barcelone a remporté sept des onze dernières éditions du championnat espagnol.
Le 21, Xavi annonce son départ du Barça après 17 saisons en équipe première pour aller à Al Sadd.
Le 23, Barcelone termine le championnat en recevant le Deportivo La Corogne (38e journée de championnat). Luis Enrique aligne plusieurs remplaçants pour ce match sans enjeu. Lionel Messi inscrit deux buts mais le Deportivo parvient à égaliser (2 à 2). Xavi, en tant que capitaine, lève le trophée de champion d'Espagne tandis que l'équipe fête le titre sur le terrain. Le club rend également hommage à Xavi avec une vidéo qui retrace les meilleurs moments de sa carrière ce qui suscite l'émotion du public et du joueur.
Le 30, Barcelone remporte la finale de la Coupe d'Espagne face à l'Athletic Bilbao au Camp Nou sur le score de 3 à 1 (deux buts de Lionel Messi dont un d'anthologie, et un de Neymar). Il s'agit du 27e titre du Barça dans cette compétition et de son 6e doublé Championnat-Coupe après ceux de 1952, 1953, 1959, 1998 et 2009. C'est la première fois depuis 1954 qu'une équipe remporte le titre en gagnant tous les matchs.

### Juin

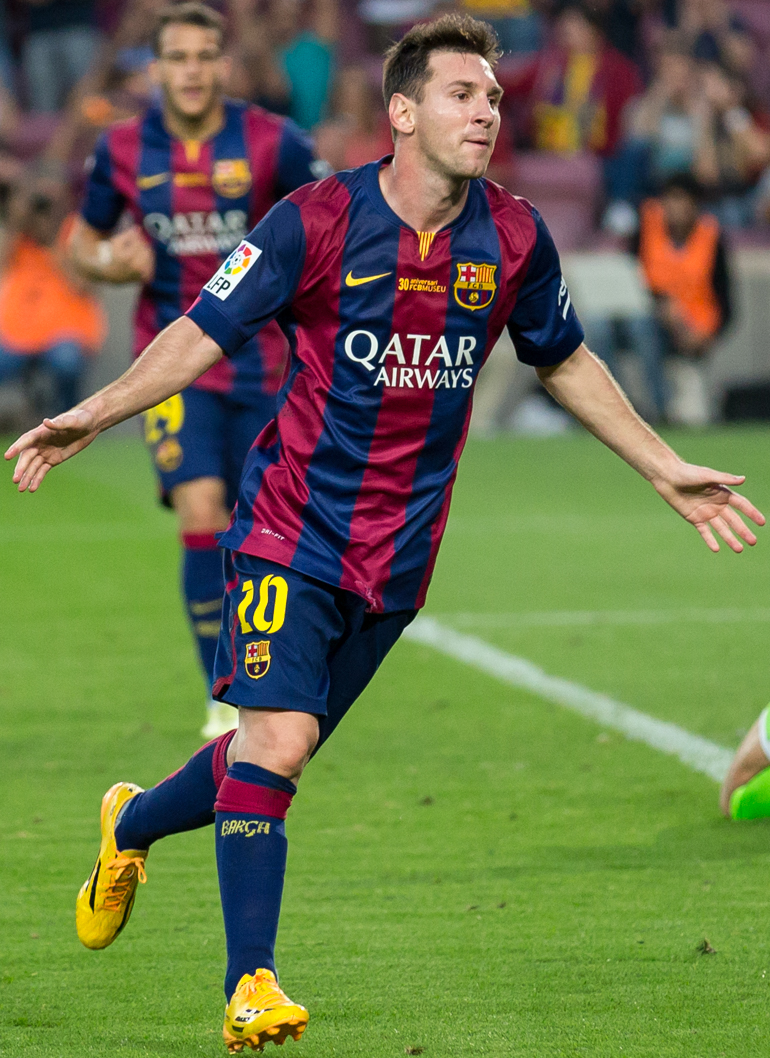
Lionel Messi est le meilleur buteur et le meilleur passeur du club.

Le 6 juin, Barcelone remporte face à la Juventus la finale de la Ligue des champions à Berlin sur le score de 3 à 1 (buts de Rakitić, Suárez et Neymar). Il s'agit de la cinquième Ligue des champions du club après celles de 1992, 2006, 2009 et 2011. Barcelone remporte son deuxième triplé Championnat-Coupe-Ligue des champions. Andrés Iniesta est désigné meilleur joueur de la finale. Pour remporter cette Ligue des champions, Barcelone a dû éliminer les champions des principaux championnats européens : le champion anglais (Manchester City en 1/8e de finale), le champion français (PSG en 1/4), le champion allemand (Bayern Munich en 1/2) et le champion italien en finale. Barcelone a également battu l'Ajax, champion des Pays-Bas, en match de poule.
Barcelone termine la saison avec un bilan de 60 matchs joués, 50 victoires, 4 nuls et 6 défaites. Le trident attaquant Messi-Suárez-Neymar (abrégé par l'acronyme MSN dans les médias) bat le record de buts marqués en une saison dans le football espagnol avec un total de 122 buts.

## Transferts
| Nom                   | Nationalité | Poste     | Forme                     | Période | Provenance/Destination   | Division           |
| Arrivées              |             |           |                           |         |                          |                    |
| Marc-André ter Stegen | Allemagne   | Gardien   | Transfert (12 M€+2 M€)    | été     | Borussia Mönchengladbach | Bundesliga         |
| Rafinha               | Brésil      | Milieu    | Retour de prêt            | été     | Celta Vigo               | Liga BBVA          |
| Gerard Deulofeu       | Espagne     | Attaquant | Retour de prêt            | été     | Everton                  | Premier League     |
| Jordi Masip           | Espagne     | Gardien   | Promu de l'équipe réserve | été     | FC Barcelone B           | Liga Adelante      |
| Alen Halilović        | Croatie     | Milieu    | Transfert (2,2 M€)        | été     | Dinamo Zagreb            | MAXtv Prva HNL     |
| Ivan Rakitić          | Croatie     | Milieu    | Transfert (18 M€)         | été     | Séville FC               | Liga BBVA          |
| Claudio Bravo         | Chili       | Gardien   | Transfert (12 M€)         | été     | Real Sociedad            | Liga BBVA          |
| Luis Suárez           | Uruguay     | Attaquant | Transfert (81 M€)         | été     | Liverpool                | Premier League     |
| Jérémy Mathieu        | France      | Défenseur | Transfert (20 M€)         | été     | Valence CF               | Liga BBVA          |
| Thomas Vermaelen      | Belgique    | Défenseur | Transfert (10 M€+5 M€)    | été     | Arsenal                  | Premier League     |
| Douglas Pereira       | Brésil      | Défenseur | Transfert (4 M€+1,5 M€)   | été     | São Paulo                | Série A            |
| Départs               |             |           |                           |         |                          |                    |
| Cesc Fàbregas         | Espagne     | Milieu    | Transfert (33 M€ + 3M€)   | été     | Chelsea                  | Premier League     |
| Víctor Valdés         | Espagne     | Gardien   | Libre                     | été     | Manchester United        | Premier League     |
| Carles Puyol          | Espagne     | Défenseur | Retraite                  | été     | -                        | -                  |
| José Manuel Pinto     | Espagne     | Gardien   | Libre                     | été     | -                        | -                  |
| Oier Olazábal         | Espagne     | Gardien   | Libre                     | été     | Grenade CF               | Liga BBVA          |
| Jonathan dos Santos   | Mexique     | Milieu    | Transfert (2 M€)          | été     | Villarreal CF            | Liga BBVA          |
| Isaac Cuenca          | Espagne     | Attaquant | Libre                     | été     | Deportivo La Corogne     | Liga BBVA          |
| Denis Suárez          | Espagne     | Milieu    | Prêt (2 ans)              | été     | FC Séville               | Liga BBVA          |
| Cristian Tello        | Espagne     | Attaquant | Prêt (2 ans)              | été     | FC Porto                 | Liga ZON Sagres    |
| Alexis Sánchez        | Chili       | Attaquant | Transfert (42 M€)         | été     | Arsenal                  | Premier League     |
| Bojan Krkić           | Espagne     | Attaquant | Transfert (2 M€)          | été     | Stoke City               | Premier League     |
| Ibrahim Afellay       | Pays-Bas    | Milieu    | Prêt (1 an)               | été     | Olympiakos               | Superleague Elláda |
| Gerard Deulofeu       | Espagne     | Attaquant | Prêt (1 an)               | été     | Séville FC               | Liga BBVA          |
| Alexandre Song        | Cameroun    | Milieu    | Prêt (1 an)               | été     | West Ham                 | Premier League     |

## Effectif 2014-2015

### Joueurs prêtés pour la saison 2014-2015
Le tableau suivant liste les joueurs en prêts pour la saison 2014-2015.
| Joueurs prêtés |    |                      |                 |                     |                  |              |  |
| \| N° \| P. \| Nat. \| Nom \| Date de naissance \| Sélection \| Club en prêt \| \| \| 17 \| A \| \| Denis Suárez \| 06/01/1994 (21 ans) \| Espagne - 19 ans \| Séville FC \| \| \| 11 \| A \| \| Cristian Tello \| 11/08/1991 (23 ans) \| Espagne \| FC Porto \| \| \| 6 \| M \| \| Ibrahim Afellay \| 02/04/1986 (29 ans) \| Pays-Bas \| Olympiakos \| \| \| 18 \| A \| \| Gerard Deulofeu \| 13/03/1994 (21 ans) \| Espagne \| Séville FC \| \| \| 30 \| M \| \| Alexandre Song \| 09/09/1987 (27 ans) \| Cameroun \| West Ham \| \| |    |                      |                 |                     |                  |              |  |
| N° | P. | Nat.                 | Nom             | Date de naissance   | Sélection        | Club en prêt |  |
| 17 | A  | Drapeau de l'Espagne | Denis Suárez    | 06/01/1994 (21 ans) | Espagne - 19 ans | Séville FC   |  |
| 11 | A  | Drapeau de l'Espagne | Cristian Tello  | 11/08/1991 (23 ans) | Espagne          | FC Porto     |  |
| 6 | M  | Drapeau des Pays-Bas | Ibrahim Afellay | 02/04/1986 (29 ans) | Pays-Bas         | Olympiakos   |  |
| 18 | A  | Drapeau de l'Espagne | Gerard Deulofeu | 13/03/1994 (21 ans) | Espagne          | Séville FC   |  |
| 30 | M  | Drapeau du Cameroun  | Alexandre Song  | 09/09/1987 (27 ans) | Cameroun         | West Ham     |  |

| N° | P. | Nat.                 | Nom             | Date de naissance   | Sélection        | Club en prêt |  |
| 17 | A  | Drapeau de l'Espagne | Denis Suárez    | 06/01/1994 (21 ans) | Espagne - 19 ans | Séville FC   |  |
| 11 | A  | Drapeau de l'Espagne | Cristian Tello  | 11/08/1991 (23 ans) | Espagne          | FC Porto     |  |
| 6  | M  | Drapeau des Pays-Bas | Ibrahim Afellay | 02/04/1986 (29 ans) | Pays-Bas         | Olympiakos   |  |
| 18 | A  | Drapeau de l'Espagne | Gerard Deulofeu | 13/03/1994 (21 ans) | Espagne          | Séville FC   |  |
| 30 | M  | Drapeau du Cameroun  | Alexandre Song  | 09/09/1987 (27 ans) | Cameroun         | West Ham     |  |

Joueurs réserves en provenance du FC Barcelone B :
| N° | Nom                | Poste     | Naissance           | Nationalité sportive |
| 26 | Sergi Samper       | Milieu    | 20/1/1995 (19 ans)  | Espagne              |
| 27 | Adama Traoré       | Attaquant | 25/1/1996 (18 ans)  | Espagne              |
| 28 | Alejandro Grimaldo | Défenseur | 15/9/1995 (18 ans)  | Espagne              |
| 29 | Sandro Ramírez     | Attaquant | 9/7/1995 (19 ans)   | Espagne              |
| 30 | Alen Halilović     | Milieu    | 18/6/1996 (18 ans)  | Croatie              |
| 31 | Munir El Haddadi   | Attaquant | 1/9/1995 (19 ans)   | Espagne              |
| 32 | Edgar Ié           | Défenseur | 1/5/1994 (20 ans)   | Portugal             |
| 33 | Diawandou Diagne   | Défenseur | 8/11/1994 (20 ans)  | Sénégal              |
| -  | Patric Gabarrón    | Défenseur | 17/4/1993 (21 ans)  | Espagne              |
| -  | Jean Marie Dongou  | Attaquant | 20/4/1995 (19 ans)  | Cameroun             |
| 35 | Gerard Gumbau      | Milieu    | 18/12/1994 (20 ans) | Espagne              |

## Compétitions

### Trophée Joan Gamper
| Date         | Adversaire | Lieu                | Score | Buteurs                                             |
| ------------ | ---------- | ------------------- | ----- | --------------------------------------------------- |
| 18 août 2014 | Club León  | Camp Nou, Barcelone | 6-0   | Messi 4e, Neymar 12e 44e, Munir 56e 78e, Sandro 90e |

### Championnat

#### Calendrier
Le championnat commence le 24 août 2014 et s'achève le 23 mai 2015.
| Date       | J.  | Adversaire           | Lieu                                          | Score | Buteurs                                                                        |
| ---------- | --- | -------------------- | --------------------------------------------- | ----- | ------------------------------------------------------------------------------ |
| 24/08/2014 | 1re | Elche CF             | Camp Nou, Barcelone                           | 3-0   | Messi 42e 63e, Munir 46e                                                       |
| 31/08/2014 | 2e  | Villarreal CF        | El Madrigal, Vila-real                        | 0-1   | Sandro 82e                                                                     |
| 13/09/2014 | 3e  | Athletic Bilbao      | Camp Nou, Barcelone                           | 2-0   | Neymar 79e 84e                                                                 |
| 21/09/2014 | 4e  | Levante UD           | Ciutat de València, Valence                   | 0-5   | Neymar 34e, Rakitić 44e, Sandro 57e, Pedro 63e, Messi 77e                      |
| 24/09/2014 | 5e  | Málaga CF            | Stade La Rosaleda, Malaga                     | 0-0   |                                                                                |
| 27/09/2014 | 6e  | Grenade CF           | Camp Nou, Barcelone                           | 6-0   | Neymar 26e 45e 66e, Rakitić 43e, Messi 62e 82e                                 |
| 04/10/2014 | 7e  | Rayo Vallecano       | Stade de Vallecas, Madrid                     | 0-2   | Messi 34e, Neymar 35e                                                          |
| 18/10/2014 | 8e  | SD Eibar             | Camp Nou, Barcelone                           | 3-0   | Xavi 60e, Neymar 72e, Messi 74e                                                |
| 25/10/2014 | 9e  | Real Madrid          | Stade Santiago Bernabéu, Madrid               | 3-1   | Neymar 4e                                                                      |
| 01/11/2014 | 10e | Celta de Vigo        | Camp Nou, Barcelone                           | 0-1   |                                                                                |
| 08/11/2014 | 11e | UD Almería           | Stade des Jeux Méditerranéens, Almería        | 1-2   | Neymar 73e, Alba 82e                                                           |
| 23/11/2014 | 12e | Séville FC           | Camp Nou, Barcelone                           | 5-1   | Messi 21e 72e 78e, Neymar 49e, Rakitić 65e                                     |
| 30/11/2014 | 13e | Valence CF           | Stade de Mestalla, Valence                    | 0-1   | Sergio 90+4e                                                                   |
| 07/12/2014 | 14e | RCD Espanyol         | Camp Nou, Barcelone                           | 5-1   | Messi 45+1e 51e 82e, Piqué 53e, Pedro 77e                                      |
| 13/12/2014 | 15e | Getafe CF            | Coliseum Alfonso Pérez, Getafe                | 0-0   |                                                                                |
| 20/12/2014 | 16e | Cordoue CF           | Camp Nou, Barcelone                           | 5-0   | Pedro 2e, Suárez 53e, Piqué 80e, Messi 82e 90+1e                               |
| 04/01/2015 | 17e | Real Sociedad        | Stade d'Anoeta, Saint-Sébastien               | 1-0   |                                                                                |
| 11/01/2015 | 18e | Atlético Madrid      | Camp Nou, Barcelone                           | 3-1   | Neymar 12e, Suárez 35e, Messi 87e                                              |
| 18/01/2015 | 19e | Deportivo La Corogne | Stade de Riazor, La Corogne                   | 0-4   | Messi 11e 33e 62e, Sidnei 83e (csc)                                            |
| 25/01/2015 | 20e | Elche CF             | Stade Martínez-Valero, Elche                  | 0-6   | Piqué 35e, Messi 55e (pen.) 88e, Neymar 69e 71e, Pedro 90+3e                   |
| 01/02/2015 | 21e | Villarreal CF        | Camp Nou, Barcelone                           | 3-2   | Neymar 45e, Rafinha 53e, Messi 55e                                             |
| 08/02/2015 | 22e | Athletic Bilbao      | San Mamés, Bilbao                             | 2-5   | Messi 15e, Suárez 26e, de Marcos 62e (csc), Neymar 64e, Pedro 86e              |
| 15/02/2015 | 23e | Levante UD           | Camp Nou, Barcelone                           | 5-0   | Neymar 17e, Messi 38e 59e 65e (pen.), Suárez 73e                               |
| 21/02/2015 | 24e | Málaga CF            | Camp Nou, Barcelone                           | 0-1   |                                                                                |
| 28/02/2015 | 25e | Grenade CF           | Nuevo Los Cármenes, Grenade                   | 1-3   | Rakitić 25e, Suárez 49e, Messi 70e                                             |
| 08/03/2015 | 26e | Rayo Vallecano       | Camp Nou, Barcelone                           | 6-1   | Suárez 5e 90+1e, Piqué 49e, Messi 56e (pen.) 63e 68e                           |
| 14/03/2015 | 27e | SD Eibar             | Stade d'Ipurúa, Eibar                         | 0-2   | Messi 32e (pen.) 55e                                                           |
| 22/03/2015 | 28e | Real Madrid          | Camp Nou, Barcelone                           | 2-1   | Mathieu 19e, Suárez 56e                                                        |
| 05/04/2015 | 29e | Celta de Vigo        | Stade de Balaídos, Vigo                       | 0-1   | Mathieu 73e                                                                    |
| 08/04/2015 | 30e | UD Almería           | Camp Nou, Barcelone                           | 4-0   | Messi 33e, Suárez 55e 90+3e, Bartra 75e                                        |
| 11/04/2015 | 31e | Séville FC           | Stade Sánchez Pizjuán, Séville                | 2-2   | Messi 14e, Neymar 30e                                                          |
| 18/04/2015 | 32e | Valence CF           | Camp Nou, Barcelone                           | 2-0   | Suárez 1re, Messi 90+4e                                                        |
| 25/04/2015 | 33e | RCD Espanyol         | Stade Cornellà-El Prat, Cornellà de Llobregat | 0-2   | Neymar 17e, Messi 25e                                                          |
| 28/04/2015 | 34e | Getafe CF            | Camp Nou, Barcelone                           | 6-0   | Messi 9e (pen.) 47e, Suárez 25e 40e, Neymar 28e, Xavi 30e                      |
| 02/05/2015 | 35e | Cordoue CF           | Stade Nuevo Arcángel, Cordoue                 | 0-8   | Rakitić 42e, Suárez 45+2e 53e 88e, Messi 47e 80e, Piqué 65e, Neymar 85e (pen.) |
| 09/05/2015 | 36e | Real Sociedad        | Camp Nou, Barcelone                           | 2-0   | Neymar 51e, Pedro 85e                                                          |
| 17/05/2015 | 37e | Atlético Madrid      | Stade Vicente-Calderón, Madrid                | 0-1   | Messi 65e                                                                      |
| 23/05/2015 | 38e | Deportivo La Corogne | Camp Nou, Barcelone                           | 2-2   | Messi 5e 59e                                                                   |

#### Classement et statistiques

##### Classement
Le classement est établi sur le barème de points classique (victoire à 3 points, match nul à 1, défaite à 0).
Pour départager les égalités, on tient d'abord compte des points en confrontations directes, puis de la différence de buts en confrontations directes, puis de la différence de buts générale, puis du nombre de buts marqués et enfin du nombre de point de Fair-Play.
| Rang | Équipe                 | Pts | J  | G  | N  | P  | Bp  | Bc | Diff |
| ---- | ---------------------- | --- | -- | -- | -- | -- | --- | -- | ---- |
| 1    | FC Barcelone C LDC     | 94  | 38 | 30 | 4  | 4  | 110 | 21 | +89  |
| 2    | Real Madrid SU MC      | 92  | 38 | 30 | 2  | 6  | 118 | 38 | +80  |
| 3    | Atlético Madrid T S    | 78  | 38 | 23 | 9  | 6  | 67  | 29 | +38  |
| 4    | Valence CF             | 77  | 38 | 22 | 11 | 5  | 70  | 32 | +38  |
| 5    | Séville FC LE          | 76  | 38 | 23 | 7  | 8  | 71  | 45 | +26  |
| 6    | Villarreal CF          | 60  | 38 | 16 | 12 | 10 | 48  | 37 | +11  |
| 7    | Athletic Bilbao        | 55  | 38 | 15 | 10 | 13 | 42  | 41 | +1   |
| 8    | Celta Vigo             | 51  | 38 | 13 | 12 | 13 | 47  | 44 | +3   |
| 9    | Málaga CF              | 50  | 38 | 14 | 8  | 16 | 42  | 48 | -6   |
| 10   | Espanyol Barcelone     | 49  | 38 | 13 | 10 | 15 | 47  | 51 | -4   |
| 11   | Rayo Vallecano         | 49  | 38 | 15 | 4  | 19 | 46  | 68 | -22  |
| 12   | Real Sociedad          | 46  | 38 | 11 | 13 | 14 | 44  | 51 | -7   |
| 13   | Elche CF               | 41  | 38 | 11 | 8  | 19 | 35  | 62 | -27  |
| 14   | Levante UD             | 37  | 38 | 9  | 10 | 19 | 35  | 68 | -33  |
| 15   | Getafe CF              | 37  | 38 | 10 | 7  | 21 | 33  | 64 | -31  |
| 16   | Deportivo La Corogne P | 35  | 38 | 7  | 14 | 17 | 35  | 60 | -25  |
| 17   | Grenade CF             | 35  | 38 | 7  | 14 | 17 | 29  | 64 | -35  |
| 18   | SD Eibar P             | 35  | 38 | 9  | 8  | 21 | 34  | 55 | -21  |
| 19   | UD Almería             | 32  | 38 | 8  | 8  | 22 | 35  | 64 | -29  |
| 20   | Córdoba CF P           | 20  | 38 | 3  | 11 | 24 | 22  | 68 | -46  |

Qualifications européennes
Ligue des champions 2015-2016
- 1er 2e 3e et Vainqueur de Ligue Europa 2015 : phase de groupes
- 4e : tour de barrages pour non-champions

Ligue Europa 2015-2016
- 6e  : phase de groupes
- 7e : 3e tour de qualification

Relégation
- 18e 19e et 20e : relégation en Liga Adelante

Abréviations
- T : Tenant du titre
- LDC : Vainqueur de la Ligue des Champions 2014-2015
- C : Vainqueur de la Coupe du Roi 2014-2015
- S : Vainqueur de la Supercoupe d'Espagne 2014
- SU : Vainqueur de la Supercoupe de l'UEFA 2014
- MC : Vainqueur du Mondial des clubs 2014
- LE : Vainqueur de Ligue Europa 2015
- P : Promus de Liga Adelante 2013-2014

Le 17 mai 2015 le FC Barcelone est champion.
| Liga BBVA Champion 2014-2015 |
| ---------------------------- |
| FC Barcelone 23e Titre       |

##### Évolution du classement
| Journée | 1 | 2 | 3 | 4 | 5 | 6 | 7 | 8 | 9 | 10 | 11 | 12 | 13 | 14 | 15 | 16 | 17 | 18 | 19 | 20 | 21 | 22 | 23 | 24 | 25 | 26 | 27 | 28 | 29 | 30 | 31 | 32 | 33 | 34 | 35 | 36 | 37 | 38 | Journées en tête | Nombre de journées relégable |
| ------- | - | - | - | - | - | - | - | - | - | -- | -- | -- | -- | -- | -- | -- | -- | -- | -- | -- | -- | -- | -- | -- | -- | -- | -- | -- | -- | -- | -- | -- | -- | -- | -- | -- | -- | -- | ---------------- | ---------------------------- |
| Rang    | 1 | 1 | 1 | 1 | 2 | 1 | 1 | 1 | 1 | 4  | 2  | 2  | 2  | 2  | 2  | 2  | 2  | 2  | 2  | 2  | 2  | 2  | 2  | 2  | 2  | 1  | 1  | 1  | 1  | 1  | 1  | 1  | 1  | 1  | 1  | 1  | 1  | 1  | 21               | 0                            |

### Coupe du Roi
| Date       | J.         | Adversaire      | Lieu                           | Score | Buteurs                                                                               |
| ---------- | ---------- | --------------- | ------------------------------ | ----- | ------------------------------------------------------------------------------------- |
| 3/12/2014  | 16e aller  | SD Huesca       | El Alcoraz, Huesca             | 0-4   | Rakitić 13e, Iniesta 16e, Pedro 39e, Rafinha 72e                                      |
| 16/12/2014 | 16e retour | SD Huesca       | Camp Nou, Barcelone            | 8-1   | Pedro 20e 26e 43e, Sergi Roberto 29e, Iniesta 39e, Adriano 68e, Adama 78e, Sandro 83e |
| 8/1/2015   | 8e aller   | Elche CF        | Camp Nou, Barcelone            | 5-0   | Neymar 35e 60e, Suárez 40e, Messi 45+1e (pen.), Alba 56e                              |
| 15/1/2015  | 8e retour  | Elche CF        | Stade Martínez-Valero, Elche   | 0-4   | Mathieu 21e, Sergi Roberto 40e, Pedro 43e (pen.), Adriano 90+2e                       |
| 21/1/2015  | 1/4 aller  | Atlético Madrid | Camp Nou, Barcelone            | 1-0   | Messi 85e                                                                             |
| 28/1/2015  | 1/4 retour | Atlético Madrid | Stade Vicente Calderon, Madrid | 2-3   | Neymar 9e 41e, Miranda 38e (csc)                                                      |
| 11/2/2015  | 1/2 aller  | Villarreal CF   | Camp Nou, Barcelone            | 3-1   | Messi 41e, Iniesta 49e, Piqué 64e                                                     |
| 4/3/2015   | 1/2 retour | Villarreal CF   | El Madrigal, Vila-real         | 1-3   | Neymar 3e 88e, Suárez 73e                                                             |
| 30/05/2015 | Finale     | Athletic Bilbao | Camp Nou, Barcelone            | 1-3   | Messi 20e 74e, Neymar 36e                                                             |

| Copa del Rey Vainqueur 2014-2015 |
| -------------------------------- |
| FC Barcelone 27e Titre           |

### Ligue des champions
Le tirage au sort de la phase de poule a lieu le 28 août.

#### Phase de poules
| Date       | J.      | Adversaire          | Lieu                       | Score | Buteurs                           |
| ---------- | ------- | ------------------- | -------------------------- | ----- | --------------------------------- |
| 17/09/2014 | Match 1 | APOEL Nicosie       | Camp Nou, Barcelone        | 1-0   | Piqué 28e                         |
| 30/09/2014 | Match 2 | Paris Saint-Germain | Parc des Princes, Paris    | 3-2   | Messi 12e, Neymar 56e             |
| 21/10/2014 | Match 3 | Ajax Amsterdam      | Camp Nou, Barcelone        | 3-1   | Neymar 7e, Messi 24e, Sandro 90e  |
| 05/11/2014 | Match 4 | Ajax Amsterdam      | Amsterdam Arena, Amsterdam | 0-2   | Messi 36e 76e                     |
| 25/11/2014 | Match 5 | APOEL Nicosie       | Stade GSP, Nicosie         | 0-4   | Suárez 27e, Messi 38e 58e 87e     |
| 10/12/2014 | Match 6 | Paris Saint-Germain | Camp Nou, Barcelone        | 3-1   | Messi 19e, Neymar 42e, Suárez 77e |

| Rang | Équipe              | Pts | J | G | N | P | Bp | Bc | Diff |
| ---- | ------------------- | --- | - | - | - | - | -- | -- | ---- |
| 1    | FC Barcelone        | 15  | 6 | 5 | 0 | 1 | 15 | 5  | +10  |
| 2    | Paris Saint-Germain | 13  | 6 | 4 | 1 | 1 | 10 | 7  | +3   |
| 3    | Ajax Amsterdam      | 5   | 6 | 1 | 2 | 3 | 7  | 11 | -4   |
| 4    | APOEL Nicosie       | 1   | 6 | 0 | 1 | 5 | 2  | 11 | -9   |

#### 1/8 de finale
| Date       | J.         | Adversaire      | Lieu                       | Score | Buteurs        |
| ---------- | ---------- | --------------- | -------------------------- | ----- | -------------- |
| 24/02/2015 | 8es aller  | Manchester City | Etihad Stadium, Manchester | 1-2   | Suárez 16e 30e |
| 18/03/2015 | 8es retour | Manchester City | Camp Nou, Barcelone        | 1-0   | Rakitić 31e    |

#### 1/4 de finale
| Date       | J.         | Adversaire          | Lieu                    | Score | Buteurs                    |
| ---------- | ---------- | ------------------- | ----------------------- | ----- | -------------------------- |
| 15/04/2015 | 1/4 aller  | Paris Saint-Germain | Parc des Princes, Paris | 1-3   | Neymar 18e, Suárez 67e 79e |
| 21/04/2015 | 1/4 retour | Paris Saint-Germain | Camp Nou, Barcelone     | 2-0   | Neymar 14e 34e             |

#### Demi-finale
| Date       | J.         | Adversaire    | Lieu                  | Score | Buteurs                     |
| ---------- | ---------- | ------------- | --------------------- | ----- | --------------------------- |
| 06/05/2015 | 1/2 aller  | Bayern Munich | Camp Nou, Barcelone   | 3-0   | Messi 77e 80e, Neymar 90+4e |
| 12/05/2015 | 1/2 retour | Bayern Munich | Allianz-Arena, Munich | 3-2   | Neymar 15e 29e              |

#### Finale
| Date       | J.     | Adversaire     | Lieu                    | Score | Buteurs                              |
| ---------- | ------ | -------------- | ----------------------- | ----- | ------------------------------------ |
| 06/06/2015 | Finale | Juventus Turin | Stade olympique, Berlin | 1-3   | Rakitić 4e, Suárez 68e, Neymar 90+7e |

| Ligue des champions Vainqueur 2014-2015 |
| --------------------------------------- |
| FC Barcelone 5e Titre                   |

## Statistiques individuelles

### Statistiques des buteurs
mis à jour le 6 juin 2015
| Place   | Nom                           | Liga | Coupe du Roi | Ligue des champions | TOTAL des buts |
| 1       | Messi                         | 43   | 5            | 10                  | 58             |
| 2       | Neymar                        | 22   | 7            | 10                  | 39             |
| 3       | Suárez                        | 16   | 2            | 7                   | 25             |
| 4       | Pedro                         | 6    | 5            | 0                   | 11             |
| 5       | Rakitić                       | 5    | 1            | 2                   | 8              |
| 6       | Piqué                         | 5    | 1            | 1                   | 7              |
| 7       | Sandro                        | 2    | 1            | 1                   | 4              |
| 7       | Iniesta                       | 0    | 3            | 0                   | 4              |
| 8       | Mathieu                       | 2    | 1            | 0                   | 3              |
| 10      | Alba                          | 1    | 1            | 0                   | 2              |
| 10      | Sergi Roberto                 | 0    | 2            | 0                   | 2              |
| 10      | Rafinha                       | 1    | 1            | 0                   | 2              |
| 10      | Adriano                       | 0    | 2            | 0                   | 2              |
| 10      | Xavi                          | 2    | 0            | 0                   | 2              |
| 15      | Munir                         | 1    | 0            | 0                   | 1              |
| 15      | Sergio                        | 1    | 0            | 0                   | 1              |
| 15      | Adama                         | 0    | 1            | 0                   | 1              |
| 15      | Bartra                        | 1    | 0            | 0                   | 1              |
| csc     | Sidnei (Deportivo La Corogne) | 1    | 0            | 0                   | 1              |
| csc     | Miranda (Atletico Madrid)     | 0    | 1            | 0                   | 1              |
| csc     | de Marcos (Athletic Bilbao)   | 1    | 0            | 0                   | 1              |
| Détails | 18 buteurs blaugrana          | 110  | 34           | 31                  | 175            |

### Statistiques des passeurs
mis à jour le 6 juin 2015
| Place   | Nom                   | Liga | Coupe du Roi | Ligue des champions | TOTAL des passes |
| 1       | Messi                 | 18   | 4            | 5                   | 27               |
| 2       | Luis Suárez           | 14   | 4            | 3                   | 21               |
| 3       | Daniel Alves          | 6    | 1            | 4                   | 11               |
| 4       | Xavi                  | 8    | 1            | 0                   | 9                |
| 4       | Pedro                 | 6    | 0            | 3                   | 9                |
| 6       | Rakitić               | 7    | 1            | 0                   | 8                |
| 6       | Iniesta               | 1    | 2            | 5                   | 8                |
| 8       | Neymar                | 7    | 0            | 0                   | 7                |
| 9       | Alba                  | 3    | 2            | 1                   | 6                |
| 10      | Bartra                | 3    | 0            | 1                   | 4                |
| 10      | Rafinha               | 1    | 1            | 2                   | 4                |
| 12      | Montoya               | 0    | 2            | 1                   | 3                |
| 13      | Munir                 | 1    | 1            | 0                   | 2                |
| 13      | Busquets              | 2    | 0            | 0                   | 2                |
| 13      | Adriano               | 1    | 1            | 0                   | 2                |
| 13      | Mascherano            | 0    | 1            | 1                   | 2                |
| 17      | Sandro                | 1    | 0            | 0                   | 1                |
| 17      | Piqué                 | 1    | 0            | 0                   | 1                |
| 17      | Samper                | 0    | 1            | 0                   | 1                |
| 17      | Sergi Roberto         | 0    | 1            | 0                   | 1                |
| 17      | Douglas               | 0    | 1            | 0                   | 1                |
| Détails | 21 passeurs blaugrana | 77   | 25           | 27                  | 128              |

### Statistiques individuelles
Mis à jour le 6 juin 2015
| Numéro | Nat. | Nom        | Championnat | Championnat | Championnat | Championnat  | Coupe du Roi | Coupe du Roi | Coupe du Roi | Coupe du Roi | Ligue des champions | Ligue des champions | Ligue des champions | Ligue des champions | Total | Total       | Total  | Total        |
| Numéro | Nat. | Nom        | M.j.        | But inscrit | Averti      | Carton rouge | M.j.         | But inscrit  | Averti       | Carton rouge | M.j.                | But inscrit         | Averti              | Carton rouge        | M.j.  | But inscrit | Averti | Carton rouge |
| ------ | ---- | ---------- | ----------- | ----------- | ----------- | ------------ | ------------ | ------------ | ------------ | ------------ | ------------------- | ------------------- | ------------------- | ------------------- | ----- | ----------- | ------ | ------------ |
| 1      |      | Ter Stegen | 0           | 0           | 0           | 0            | 8            | 0            | 0            | 0            | 13                  | 0                   | 0                   | 0                   | 21    | 0           | 0      | 0            |
| 2      |      | Montoya    | 8           | 0           | 0           | 0            | 3            | 0            | 0            | 0            | 1                   | 0                   | 0                   | 0                   | 12    | 0           | 0      | 0            |
| 3      |      | Piqué      | 27          | 5           | 6           | 0            | 6            | 1            | 2            | 0            | 11                  | 1                   | 2                   | 0                   | 44    | 7           | 10     | 0            |
| 4      |      | I. Rakitić | 32          | 5           | 1           | 0            | 7            | 1            | 0            | 0            | 12                  | 2                   | 2                   | 0                   | 51    | 8           | 3      | 0            |
| 5      |      | Sergio     | 33          | 1           | 6           | 0            | 4            | 0            | 1            | 0            | 10                  | 0                   | 0                   | 0                   | 47    | 1           | 7      | 0            |
| 6      |      | Xavi       | 31          | 2           | 1           | 0            | 3            | 0            | 0            | 0            | 10                  | 0                   | 0                   | 0                   | 44    | 2           | 1      | 0            |
| 7      |      | Pedro      | 35          | 6           | 3           | 0            | 6            | 5            | 0            | 0            | 9                   | 0                   | 2                   | 0                   | 50    | 11          | 5      | 0            |
| 8      |      | A. Iniesta | 24          | 0           | 3           | 0            | 7            | 3            | 0            | 0            | 11                  | 0                   | 0                   | 0                   | 42    | 3           | 3      | 0            |
| 9      |      | Suárez     | 27          | 16          | 4           | 0            | 6            | 2            | 2            | 0            | 10                  | 7                   | 1                   | 0                   | 43    | 25          | 7      | 0            |
| 10     |      | Messi      | 38          | 43          | 4           | 0            | 6            | 5            | 1            | 0            | 13                  | 10                  | 1                   | 0                   | 57    | 58          | 6      | 0            |
| 11     |      | Neymar Jr  | 33          | 22          | 6           | 0            | 6            | 7            | 1            | 0            | 12                  | 10                  | 1                   | 0                   | 51    | 39          | 8      | 0            |
| 12     |      | Rafinha    | 24          | 1           | 2           | 0            | 6            | 1            | 0            | 0            | 6                   | 0                   | 1                   | 1                   | 36    | 2           | 3      | 1            |
| 13     |      | C. Bravo   | 37          | 0           | 1           | 0            | 0            | 0            | 0            | 0            | 0                   | 0                   | 0                   | 0                   | 37    | 0           | 2      | 0            |
| 14     |      | Mascherano | 28          | 0           | 8           | 1            | 7            | 0            | 2            | 0            | 12                  | 0                   | 1                   | 0                   | 47    | 0           | 11     | 1            |
| 15     |      | Bartra     | 14          | 1           | 1           | 0            | 5            | 0            | 0            | 0            | 6                   | 0                   | 0                   | 0                   | 25    | 1           | 1      | 0            |
| 16     |      | Douglas S. | 2           | 0           | 1           | 0            | 3            | 0            | 0            | 0            | 0                   | 0                   | 0                   | 0                   | 5     | 0           | 1      | 0            |
| 18     |      | Jordi Alba | 27          | 1           | 7           | 1            | 6            | 1            | 0            | 0            | 11                  | 0                   | 1                   | 0                   | 44    | 2           | 8      | 1            |
| 20     |      | S. Roberto | 11          | 0           | 0           | 0            | 4            | 2            | 0            | 0            | 2                   | 0                   | 0                   | 0                   | 17    | 2           | 0      | 0            |
| 21     |      | Adriano    | 16          | 0           | 2           | 0            | 4            | 2            | 1            | 0            | 7                   | 0                   | 1                   | 0                   | 27    | 2           | 4      | 0            |
| 22     |      | Dani Alves | 30          | 0           | 7           | 1            | 5            | 0            | 1            | 0            | 11                  | 0                   | 6                   | 0                   | 46    | 0           | 14     | 1            |
| 23     |      | Vermaelen  | 1           | 0           | 0           | 0            | 0            | 0            | 0            | 0            | 0                   | 0                   | 0                   | 0                   | 1     | 0           | 0      | 0            |
| 24     |      | Mathieu    | 28          | 2           | 5           | 0            | 6            | 1            | 1            | 0            | 7                   | 0                   | 0                   | 0                   | 41    | 3           | 6      | 0            |
| 25     |      | Masip      | 1           | 0           | 0           | 0            | 1            | 0            | 0            | 0            | 0                   | 0                   | 0                   | 0                   | 2     | 0           | 0      | 0            |
| 26     |      | Samper     | 0           | 0           | 0           | 0            | 3            | 0            | 0            | 0            | 1                   | 0                   | 0                   | 0                   | 4     | 0           | 0      | 0            |
| 27     |      | Adama      | 0           | 0           | 0           | 0            | 2            | 1            | 0            | 0            | 0                   | 0                   | 0                   | 0                   | 2     | 1           | 0      | 0            |
| 28     |      | Grimaldo   | 0           | 0           | 0           | 0            | 0            | 0            | 0            | 0            | 0                   | 0                   | 0                   | 0                   | 0     | 0           | 0      | 0            |
| 29     |      | Sandro     | 7           | 2           | 0           | 0            | 2            | 1            | 0            | 0            | 3                   | 1                   | 0                   | 0                   | 12    | 4           | 0      | 0            |
| 30     |      | Halilović  | 0           | 0           | 0           | 0            | 1            | 0            | 0            | 0            | 0                   | 0                   | 0                   | 0                   | 1     | 0           | 0      | 0            |
| 31     |      | Munir      | 10          | 1           | 0           | 0            | 3            | 0            | 0            | 0            | 3                   | 0                   | 0                   | 0                   | 16    | 1           | 0      | 0            |
| 32     |      | Edgar Ié   | 0           | 0           | 0           | 0            | 1            | 0            | 0            | 0            | 0                   | 0                   | 0                   | 0                   | 1     | 0           | 0      | 0            |
| 33     |      | Diagne     | 0           | 0           | 0           | 0            | 0            | 0            | 0            | 0            | 0                   | 0                   | 0                   | 0                   | 0     | 0           | 0      | 0            |
| 35     |      | Gerard     | 0           | 0           | 0           | 0            | 1            | 0            | 0            | 0            | 0                   | 0                   | 0                   | 0                   | 1     | 0           | 0      | 0            |
| -      |      | Patric     | 0           | 0           | 0           | 0            | 0            | 0            | 0            | 0            | 0                   | 0                   | 0                   | 0                   | 0     | 0           | 0      | 0            |
| -      |      | Dongou     | 0           | 0           | 0           | 0            | 0            | 0            | 0            | 0            | 0                   | 0                   | 0                   | 0                   | 0     | 0           | 0      | 0            |

## Statistiques de l'équipe
Mis à jour le 6 juin 2015 
|                              | La Liga | Ligue des champions | Coupe | Total |
| ---------------------------- | ------- | ------------------- | ----- | ----- |
| Matchs joués                 | 38      | 13                  | 9     | 60    |
| Matchs gagnés                | 30      | 11                  | 9     | 50    |
| Matchs nuls                  | 4       |                     |       | 4     |
| Matchs perdus                | 4       | 2                   |       | 6     |
| Buts marqués                 | 110     | 31                  | 34    | 175   |
| Buts encaissés               | 21      | 11                  | 6     | 38    |
| Matchs sans encaisser de but | 23      | 6                   | 4     | 33    |
| Buts sur penalty             | 6       |                     | 2     | 8     |
| Tirs                         |         |                     |       |       |
| Corners tirés                |         |                     |       |       |
| Corners concédés             |         |                     |       |       |
| Hors-jeu                     |         |                     |       |       |
| Joueurs utilisés             |         |                     |       |       |
| Fautes reçues                |         |                     |       |       |
| Fautes commises              |         |                     |       |       |
| Cartons jaunes               | 68      | 17                  | 12    | 97    |
| Cartons rouges               | 3       | 1                   |       | 4     |

- Seuls sont pris en compte les matchs en compétitions officielles.

### Autres statistiques
Mis à jour le 6 juin 2015
- Victoires consécutives toutes compétitions confondues : 2
- Victoires consécutives en Liga : 0
- Matchs consécutifs sans défaite : 4
- Défaites consécutives : 0
- Matchs consécutifs sans victoire : 0
- Buts marqués : 175. Moyenne par match : 2,92 
  - Premier but de la saison : Lionel Messi contre Elche (1re journée de Liga)
  - Penaltys pour / penaltys contre : 8 / 5
  - Premier doublé : Lionel Messi contre Elche (1re journée de Liga)
  - Premier triplé : Neymar contre Granada CF (7e journée de Liga)
  - Buts encaissés : 38 buts en 60 matchs officiels. Moyenne par match : 0,63
  - But le plus rapide d'une rencontre :
    - Luis Suárez à la 1re minute lors de la 32e journée de Liga (FC Barcelone - Valence CF, 2-0)

  - But le plus tardif d'une rencontre :
    - Neymar à la 97e minute lors de la finale de Ligue des Champions (Juventus Turin - FC Barcelone, 1-3)

  - Plus grande marge de buts : 8 lors de la 35e journée de Liga (Córdoba CF - FC Barcelone, 0-8)
  - Plus grand nombre de buts marqués dans une rencontre :
    - 8 lors des 16e de finale retour de Coupe du Roi (FC Barcelone - SD Huesca, 8-1)
    - 8 lors de la 35e journée de Liga (Córdoba CF - FC Barcelone, 0-8)

  - Plus grand nombre de buts marqués en une mi-temps :
    - 6 lors de la 35e journée de Liga (Córdoba CF - FC Barcelone, 0-8)

### Équipe type (toutes compétitions confondues)
Mis à jour le 3 juillet 2015
| \| No. \| Pos. \| Joueur \| Titulaire \| Notes \| \| --- \| ---- \| ----------------- \| --------- \| ----------------------------------------------------------------------- \| \| 13 \| GK \| Claudio Bravo \| 37 \| ter Stegen a 21 titularisations Jordi Masip a 2 titularisations \| \| 14 \| DC \| Javier Mascherano \| 45 \| Thomas Vermaelen a 1 titularisation Jérémy Mathieu a 29 titularisations \| \| 24 \| DC \| Gerard Piqué \| 43 \| Marc Bartra a 20 titularisations \| \| 22 \| DD \| Daniel Alves \| 45 \| Martín Montoya a 10 titularisations, Douglas a 2 titularisations \| \| 18 \| DG \| Jordi Alba \| 44 \| Adriano a 15 titularisations \| \| 5 \| MD \| Sergio Busquets \| 42 \| Sergi Samper a 3 titularisations \| \| 8 \| MRG \| Andrés Iniesta \| 36 \| Sergi Roberto a 8 titularisations Rafinha a 19 titularisations \| \| 4 \| MRD \| Ivan Rakitić \| 39 \| Xavi a 21 titularisations \| \| 9 \| AC \| Luis Suárez \| 41 \| \| \| 11 \| AC \| Neymar \| 47 \| Pedro a 23 titularisations \| \| 10 \| AC \| Lionel Messi \| 56 \| Munir El Haddadi a 11 titularisations \| | Bravo Alves Mascherano Piqué Alba Busquets Rakitic Iniesta (C) Messi Neymar Suárez |                   |           |                                                                         |
| No. | Pos.                                                                               | Joueur            | Titulaire | Notes                                                                   |
| 13 | GK                                                                                 | Claudio Bravo     | 37        | ter Stegen a 21 titularisations Jordi Masip a 2 titularisations         |
| 14 | DC                                                                                 | Javier Mascherano | 45        | Thomas Vermaelen a 1 titularisation Jérémy Mathieu a 29 titularisations |
| 24 | DC                                                                                 | Gerard Piqué      | 43        | Marc Bartra a 20 titularisations                                        |
| 22 | DD                                                                                 | Daniel Alves      | 45        | Martín Montoya a 10 titularisations, Douglas a 2 titularisations        |
| 18 | DG                                                                                 | Jordi Alba        | 44        | Adriano a 15 titularisations                                            |
| 5 | MD                                                                                 | Sergio Busquets   | 42        | Sergi Samper a 3 titularisations                                        |
| 8 | MRG                                                                                | Andrés Iniesta    | 36        | Sergi Roberto a 8 titularisations Rafinha a 19 titularisations          |
| 4 | MRD                                                                                | Ivan Rakitić      | 39        | Xavi a 21 titularisations                                               |
| 9 | AC                                                                                 | Luis Suárez       | 41        |                                                                         |
| 11 | AC                                                                                 | Neymar            | 47        | Pedro a 23 titularisations                                              |
| 10 | AC                                                                                 | Lionel Messi      | 56        | Munir El Haddadi a 11 titularisations                                   |

## Récompenses et distinctions

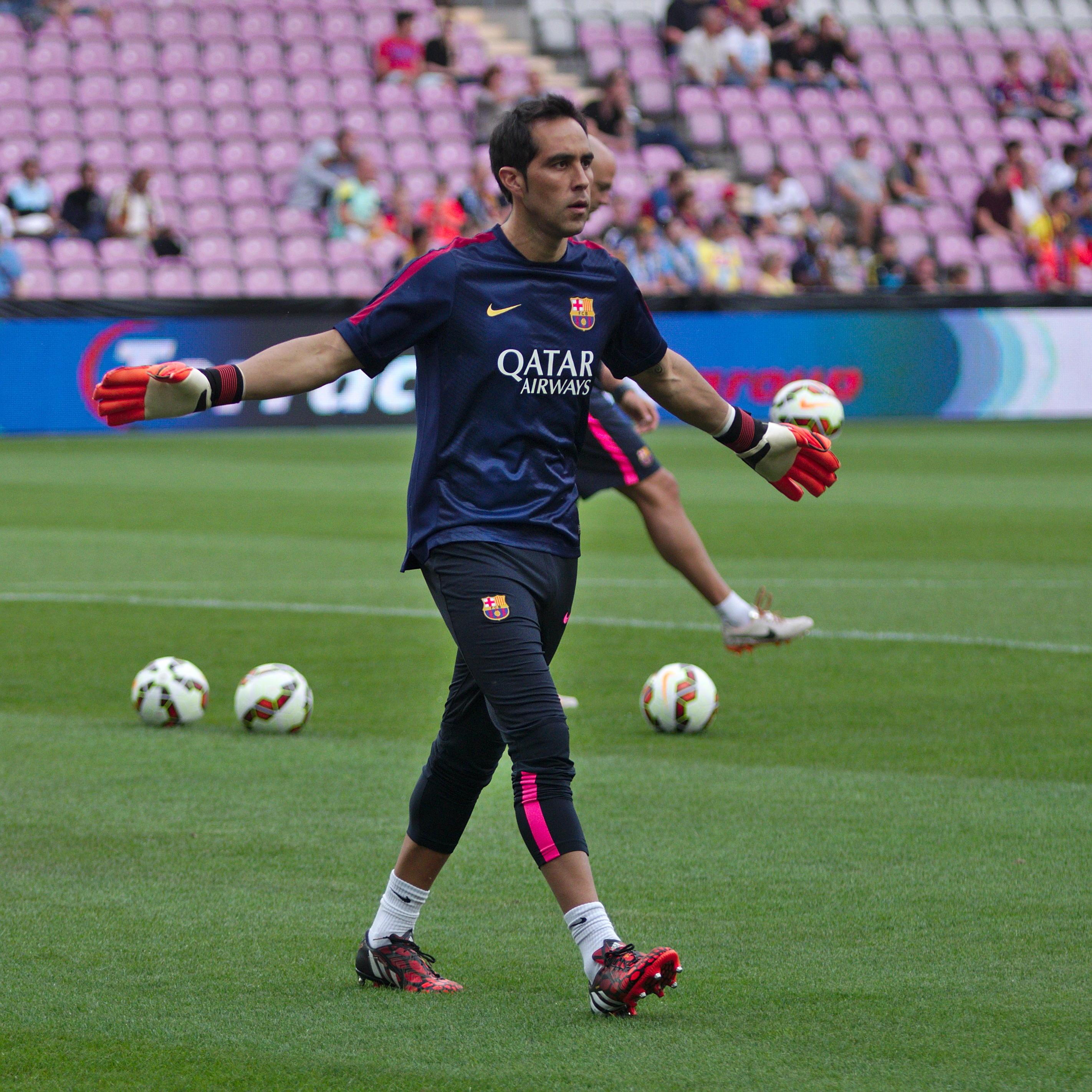
Claudio Bravo remporte le Trophée Zamora.

Claudio Bravo remporte le Trophée Zamora de meilleur gardien du championnat d'Espagne. Lionel Messi et Neymar sont les meilleurs buteurs de la Ligue des champions (10 buts). Andrés Iniesta est désigné meilleur joueur de la finale de la Ligue des champions. Claudio Bravo, Gerard Piqué, Javier Mascherano, Sergio Busquets, Lionel Messi et Neymar font partie de l'équipe type du Championnat d'Espagne 2014-2015.
En août 2015, Lionel Messi et Luis Suárez sont nommés pour le Prix UEFA du Meilleur joueur d'Europe. Messi remporte ce prix.
Lionel Messi reçoit le Prix LFP de meilleur joueur de la Liga pour la sixième fois. Luis Enrique reçoit le Prix LFP de meilleur entraîneur.
Lionel Messi reçoit le Trophée Alfredo Di Stéfano de meilleur joueur de la Liga pour la quatrième fois.

## Joueurs en sélection nationale
Munir El Haddadi, âgé de 19 ans, fait ses débuts avec l'équipe d'Espagne de Vicente del Bosque le 8 septembre 2014 lors du match de qualification pour l'Euro 2016 face à la Macédoine. Marc Bartra débute également lors de ce match.

## Tactique
L'arrivée dans l'équipe de l'avant-centre Luis Suárez fait que Lionel Messi ne joue plus autant dans l'axe et qu'il occupe désormais une position plus à droite, mais toujours avec beaucoup de liberté de mouvement.

## Affluence et télévision
La meilleure affluence de la saison a lieu le 22 mars 2015 avec 98 760 spectateurs lors de la 28e journée du championnat d'Espagne face au Real Madrid. La deuxième meilleure affluence a lieu le 6 mai 2015 avec 95 639 spectateurs lors de la visite du Bayern Munich en demi-finale aller de la Ligue des Champions (3-0).

## Aspects juridiques et économiques
Le 11 juin 2014, le club annonce un accord de sponsoring avec la firme chinoise d'électronique Suning
.
Le 30 juin, un nouveau sponsor est annoncé. Il s'agit de Beko, société turque d'électroménagers qui apparaît désormais sur la manche gauche du maillot blaugrana. Beko devient le troisième sponsor en importance, juste derrière Nike et Qatar Airways.